# Шрестха, Пушпа Лал
Пушпа Лал Шрестха (англ. Pushpa Lal Shrestha, непальск. पुष्पलाल श्रेष्ठ; 1924 — 22 июля 1978) — непальский политик, считающийся отцом непальского коммунизма. Основатель и первый генеральный секретарь первой Коммунистической партии Непала. После расколов в непальском коммунистическом движении в 1968 году основал собственную Коммунистическую партию Непала (Пушпа Лал).

## Биография
Коммунистическое движение в Непале ведет свою историю от Пушпы Лала Шрестхи. Младший брат Гангалала Шрестхи, считающегося одним из четырёх мучеников непальской демократической революции, Пушпа Лал после казни брата в 1941 году рано присоединился к политической борьбе против самодержавного режима Рана. 
Он начал свою политическую деятельность в организации, в которой состоял и его брат — Непал Праджа Паришад, а затем стал видным членом Непальского национального конгресса (ННК) — родственной партии Индийского национального конгресса, которая затем преобразуется в Непальский конгресс. Разочарованный внутрипартийной борьбой и соглашательством партии с членами клана Рана, Пушпа Лал покинул ННК. 
После встречи с известным индийским коммунистическим лидером Нрипендрой Чакраварти он решил основать в Непале коммунистическую партию, рассчитывая на поддержку международного социалистического движения. 22 апреля 1949 года в Калькутте с четырьмя товарищами он основал первую компартию Непала. Он также перевел Коммунистический манифест и ряд сочинений Ленина и Мао, в придачу к своим собственным сочинениям о борьбе за демократию в Непале и о будущем пути страны.
Пушпа Лал Шрестха играл большую роль в первые годы коммунистической партии, хотя и оставил формальный пост генсека в пользу Манмохана Адхикари как фигуры, устраивавшей и его, и конкурирующего с ним за партийное лидерство Ш. К. Упадхьяи. Однако это не уберегло партию от расколов: на проходившем легально втором съезде КПН выделилось несколько противоборствующих линий относительно видения актуальных политических требований (Пушпа Лал поддерживал линию «учредительное собрание и парламентская демократия»). Во время королевского переворота 1960 года партийные лидеры, пребывавшие в Москве на Совещании коммунистических и рабочих партий, приняли сторону монарха (вопреки республиканским установкам КПН и арестам многих коммунистических активистов), тогда как Пушпа Лал, скрываясь от полиции, подпольно издал памфлет против «королевского военного терроризма».
В итоге, партия раскололась в 1962 году. Пушпа Лал последовал за более радикальным крылом во главе с Тулси Лал Аматьей против соглашательской верхушки К. Дж. Райямаджхи. На третьем съезде в 1962 году было объявлено, что Тулси Лал и Пушпа Лал будут совместно осуществлять руководство КПН (Аматья) в духе «активности и энтузиазма». Впрочем, и у них не было единства: когда Тулси Лал Аматья издал сочинение «Каким путём?», Пушпа Лал немедленно ответил собственным «Нашим основным путем». Пушпа Лал открыл центральную штаб-квартиру в Бенаресе — Аматья открывал собственную в Дарбхангу. Наконец, бойкот Аматьей и 5 его сторонниками заседания ЦК позволило 11 остальным членам обвинить Тулси Лала в «присвоении партийного имущества» и тайных встречах с исключенным Райямаджхи. Аматья, в свою очередь, объявил своего конкурента Пушпу Лала «фракционером».
В 1968 году, когда китайско-советский раскол усилился, соглашение о совместном руководстве КПН окончательно расстроилось: Тулси Лал принял просоветскую ориентацию, а Пушпа Лал с преимущественно маоистским контингентом сформировал собственную Коммунистическую партию Непала (Пушпа Лал). Он оставался её лидером до своей смерти в 1978 году.
Пушпа Лал был женат на Сахане Прадхан (1927—2014), возглавившей партию с 1986 года. Он стал вдохновением для других непальских коммунистов маоистского толка, включая Прачанду.